# Sakae Krang
La Sakae Krang (thaï แม่น้ำสะแกกรัง) est une rivière de Thaïlande affluent de la Chao Phraya. Elle prend sa source dans le Parc national de Mae Wong, dans la province de Kamphaeng Phet et coule sur 225 km, principalement dans la province d'Uthai Thani. Elle se jette dans la Chao Phraya près d'Uthai Thani, juste au sud du Vat Tha Sung (temple de Tha Sung).
Selon l'Autorité du tourisme de Thaïlande, la population d'Uthai Thani utilise la Sakae Krang pour faire pousser des pandanus et pour élever du poisson dans des paniers flottants.

## Hydrographie
Affluents
La Thap Salao, la Wang Ma, la Wong, la Pho et la Tak Daet se jettent dans la Sakae Kreng.
Bassin versant
La Sakae Krang fait partie du bassin versant de la Chao Phraya. Elle draine une surface totale de 5 191 km2.